# دوران مطلق
في الفيزياء، مفهوم الدوران المطلق—دوران مستقل عن أي مرجع خارجي—هو موضوع للنقاش حول النسبية،  علم الكون، وطبيعة القوانين الفيزيائية.

## تأثيرات قابلة للقياس
ليصبح مفهوم الدوران المطلق ذا معنى علميا، يجب أن يكون قابلا للقياس. وبعبارة أخرى، هل يمكن للمراقب التمييز بين دوران جسم يلاحظه وبين دورانه الخاص؟ نيوتن اقترح تجربتين لحل هذه المشكلة. واحدة هي تأثير  قوة الطرد المركزي على شكل سطح الماء الذي يدور في دلو. والثاني هو تأثير قوة الطرد المركزي على الشد في حبل يربط جسمين دائريين يدوران حول مركز الكتلة.
مثال ثالث ذو صلة، قدمه  ألبرت أينشتاين في تطوير نظرية النسبية العامة، هو الجسم الدائري المرن الذي يدور. مثل كوكب يدور ينتفخ عند خط الاستواء حيث ينبعج الجسم الدائري إلى جسم  كروي منبعج اعتمادا على دورانه. شرح هذا التشوه يتطلب أسباب خارجية في إطار مرجعي بجسم كروي لا يدور، وهذه الأسباب الخارجية يمكن أن اعتبارها «دوران مطلق» في الفيزياء الكلاسيكية والنسبية الخاصة.

## مبدأ ماخ
في الفيزياء النظرية، لا سيما في المناقشات عن نظريات الجاذبية،  مبدأ ماخ هو الاسم المعطى من قبل اينشتاين إلى الفرضية التي غالبا ما تُنسب إلى الفيزيائي والفيلسوف إرنست ماخ.
الفكرة هي أن الحركة المحلية لإطار مرجعي دوراني يتحدد بواسطة نطاق واسع من توزيع المادة في الكون. مبدأ ماخ يقول أن هناك قانون فيزيائي يربط حركة النجوم البعيدة ابإطار القصور الذاتي المحلي. إذا كنت ترى كل النجوم تدور حولك، ماخ يقول بأن هناك بعض القوانين الفيزيائية التي من شأنها أن تجعلك تشعر بقوة الطرد المركزي. المبدأ يتم ذكره بطرق غامضة غالبا مثل «الكتلة هناك تأثر على  القصور الذاتي هنا».

## الدلو الدوار

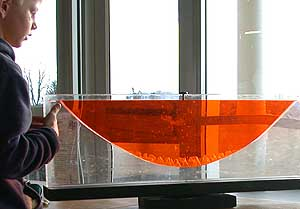
الشكل 1: واجهة اثنين من إمتزاج السوائل تدور حول محور عمودي في فتحة دائرية قطعية رأسية.

نيوتن اقترح أن شكل سطح الماء يدل على وجود أو عدم وجود دوران مطلق بالنسبة إلى النجوم الثابتة: المياه الدوراة لها سطح منحني وسطح الماء ما زال ذو سطح مستو. لأن المياه الدوارة لها سطح مقعر، فإذا كان سطح الماء يبدو مقعرا إلا أن الماء لا يبدو لك بأنه يدور إذا فأنت تدور مع الماء أيضا.
نحتاج إلى  قوة الطرد المركزي لشرح تقعر الماء في إطار مرجعي مشارك في الدوران (أي أنه يدور مع الماء) لأن الماء يظهر ثابتا في هذا الإطار، لذلك يجب أن يكون له سطح مستو. وهكذا فإن المراقبين الذين ينظرون إلى المياه ثابتة يكونون في حاجة إلى قوة الطرد المركزي لشرح لماذا الماء سطح مقعر وليس مسطحا. قوة الطرد المركزي تدفع الماء نحو جانبي الدلو، حيث تتراكم أعمق وأعمق، التراكم يتوقف عندما يصبح أي تراكم جديد يحتاج جهد ضد الجاذبية مساو للطاقة المكتسبة من قوة الطرد المركزي، والتي هي أكبر كلما كان القطر أكبر.
إذا كنت في حاجة إلى قوة الطرد المركزي لشرح ما ترى، إذا فأنت تدور. استنتاج نيوتن كان بأن الدوران مطلق.
مفكرون آخرون اقترحوا أن المنطق النقي يقول أن فقط الدوران النسبي له معنى. على سبيل المثال،  الأسقف بيركلي وارنست ماخ (من بين آخرين) اقترحوا أن الدوران النسبي فيما يتعلق بالنجوم الثابتة هو ما يهم ودوران النجوم الثابتة بالنسبة إلى جسم له نفس تأثير دوران الجسم بالنسبة إلى النجوم الثابتة. حجج نيوتن لا تسوي هذه المسألة؛ حججه قد ينظر إليها، ومع ذلك، فإنه بوضع قوة الطرد المركزي كأساس لعملية التعريف الإجرائي بما نقصد بالدوران المطلق.

## الأجسام الدائرية الدوارة

شكل 2: كرتان مربوطتان بحبل ويدوران بمعدل دوران ω. بسبب الدوران، فإن الحبل الذي يربطهما معا يقع تحت قوة شد.

نيوتن اقترح أيضا تجربة أخرى لقياس معدل دوران جسم ما: باستخدام الشد في حبل يربط كرتين معا يدوران حول مركز كتلتيهما. الشد الذي لا يساوي صفر في الحبل يعني أن الكرتين تدوران، سواء كان المشاهد يراهما يدوران أو لا. هذه التجربة أبسط من تجربة الدلو في المبدأ، لأنها لا تحتاج تدخل الجاذبية.
أبعد من الإجابة المجردة «نعم» أو «لا» بخصوص الدوران، يمكننا فعليا قياس دوران شئ ما. لفعل ذلك، نقوم بأخذ معدل دوران الجسم الدائري وقياس الشد الملائم لهذا المعدل الظاهري. بعد ذلك نقارن الشد الذي قمنا بقياسه إلى الشد الذي قمنا بحسابه. إذا تساوي الاثنان فإن أحدهما في إطار ثابت (أي أنه لا يدور) بينما الآخر يدور. إذا لم يتساوى الاثنان فإنه لكي يتساويان فلا بد من أن أحدهما يشمل قوة طرد مركزي في محصلة الشد. على سبيل المثال: إذا ظهر الجسم الكروي على أنه ثابت لكن الشد لا يساوي الصفر فإن الشد الكلي يحدث بسبب قوة الطرد المركزي. من قوة الطرد المركزي اللازمة، يمكننا قياس سرعة دوران الجسم. على سبيل المثال: إذا كانت قوة الشد التي قسناها أكبر من التي قمنا بحسابها، فإن أحدهما يدور في الاتجاه المعاكس للآخر، وكلما كان الفرق أكبر كلما كان الدوران أسرع.
الشد في السلك هي قوة الجذب المطلوبة للحفاظ على دوران. ما يتم ملاحظته بواسطة المشاهد الدوار هي قوة الطرد المركزي والتأثير الفيزيائي الناتج عن القصور الذاتي. التأثير الناتج عن القصور الذاتي يسمى  رد فعل قوة الطرد المركزي.
سواء كانت أو لم تكن التأثيرات الناتجة عن القصور المركزي ترجع إلى قوة الطرد الوهمية فإن ذلك يعتبر أمرا اختياريا.

## شكل الأرض

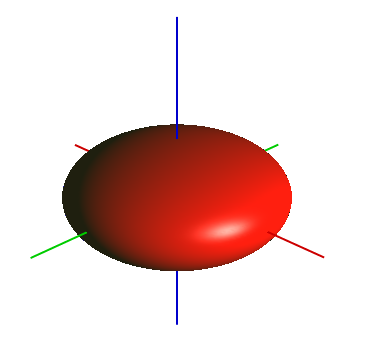
الشكل 3: الشكل الاهليجي

بطريقة مماثلة، إذا لم نكن نعلم أن الأرض تدور حول محورها، يمكننا أن نستنتج هذا الدوران من قوة الطرد المركزي اللازمة للتعويض عن الانبعاج الملحوظ عند خط الاستواء.
في كتابه المبادئ، اقترح  نيوتن شكل الأرض الدوارة بكونها شكل اهليجي متجانس التي شكلها التوازن بين قوة الجاذبية التي تجعلها متماسكة وقوة الطرد المركزي التي تضعف تماسكها. سطح الأرض متساوي الجهد، مما يعني أنه لا يوجد عمل يحدث فوق سطح الأرض فهو إما ضد الجاذبية أو ضد قوة الطرد المركزي. وبناء على هذا التوازن، حدد نيوتن  تفلطح عن طريق النسبة بين الأقطار: 230 229. القياس الحديث لتفلطح الأرض يقودنا إلى أن نصف قطرها الاستوائي 6378.14 كم دائرة ونصف قطرها القطبي  6356.77 كم،  تقريبا 0.1 ٪ أقل تفلطحا من تقديرات نيوتن. التحديد النظري الدقيق لمقدار تفلطح الأرض مقارنة بقوة الطرد المركزي يتطلب فهما لتكوين الكوكب ليس فقط حاليا بل أيضا عند تكونه.
هذا التأثير يمكن رؤيته بسهولة مع كوكب زحل الذي لديه نصف قطر 8.5 إلى 9.5 مرات ضعف كوكب الأرض ولكن لديه فترة دورانية تساوي فقط 10.57 ساعات. نسب أقطار كوكب زحل تبلغ تقريبا 11 إلى 10.

## تجربة سانياك
التجارب التي اقترحها نيوتن غير دقيقة كفاية لقياس الدوران المطلق للأرض إن وجد، الفيزيائي الفرنسي جورج سانياك أجرى تجربة مشابهة لتجربة ميكلسون–مورلي، ولكن كانت تهدف إلى مراقبة آثار الدوران.   تجربة سانياك وتجارب أخرى مماثلة في وقت لاحق أظهرت أن الأجسام الثابتة على سطح الأرض ستدور مرة كل دورة للأرض عند استخدام النجوم كنقطة مرجعية ثابتة. من هنا تم استنتاج أن الدوران مطلق بدلا من أن يكون نسبيا. [بحاجة لمصدر]